# Le Prix des choses
 (janvier 2019).
Si vous disposez d'ouvrages ou d'articles de référence ou si vous connaissez des sites web de qualité traitant du thème abordé ici, merci de compléter l'article en donnant les références utiles à sa vérifiabilité et en les liant à la section « Notes et références ».
Le Prix des choses est un roman noir de Francis Ryck publié chez Gallimard, dans la collection « Série noire » no 1600, en 1973, puis réédité dans la collection « Carré noir » no 264, en 1977. Il a été traduit en anglais chez Collins sous le titre Account Rendered en 1975.

## Résumé
Daniel Fabien, ancien de la marine marchande, est propriétaire d'un bateau, le Sern, qu'il gère avec son ami François ; sa fille Natacha, 10 ans, vit avec lui et s'entend particulièrement bien avec François.
Un jour, le bateau est loué par un couple anglais pour un contrat intéressant et à long terme. Cette location cache en fait un trafic d'héroïne où les deux amis finissent par être lourdement impliqués. Les trafiquants enlèvent Natacha pour s'assurer de la discrétion et de la docilité des deux amis. Avec l'aide de Mella, une amie qu'ils ont rencontrée sur leur route, Daniel et François retrouvent le lieu de détention de Natacha, dans les Alpes maritimes, au moment où elle vient de s'échapper. Ils la récupèrent, mais François est tué. 
Daniel et Mella, qui cachent la mort de François à Natacha, sabordent le Sern, sans lequel les trafiquants n'ont plus barre sur Daniel.